# ایست گول لیک (مینه‌سوتا)
ایست گول لیک، مینه‌سوتا (به انگلیسی: East Gull Lake, Minnesota) یک شهر در ایالات متحده آمریکا است که در مینه‌سوتا واقع شده‌است.

## خصوصیات
ایست گول لیک ۳۸٫۳۸ کیلومترمربع مساحت و ۱٬۰۰۴ نفر جمعیت دارد و ۳۸۲ متر بالاتر از سطح دریا واقع شده‌است.